# André Marie Boé
André Marie Boé (ur. 24 października 1962) – kameruński piłkarz grający na pozycji bramkarza. W swojej karierze grał w reprezentacji Kamerunu.

## Kariera klubowa
W swojej karierze Boé grał m.in. w szkockim klubie Greenock Morton.

## Kariera reprezentacyjna
W reprezentacji Kamerunu Boé zadebiutował w 1985 roku. W 1986 roku został powołany do kadry na Puchar Narodów Afryki 1986. Na tym turnieju był rezerwowym bramkarzem i nie rozegrał żadnego spotkania. Z Kamerunem wywalczył wicemistrzostwo Afryki. W kadrze narodowej grał do 1989 roku.